# Traditionele Chinese geneeskunde

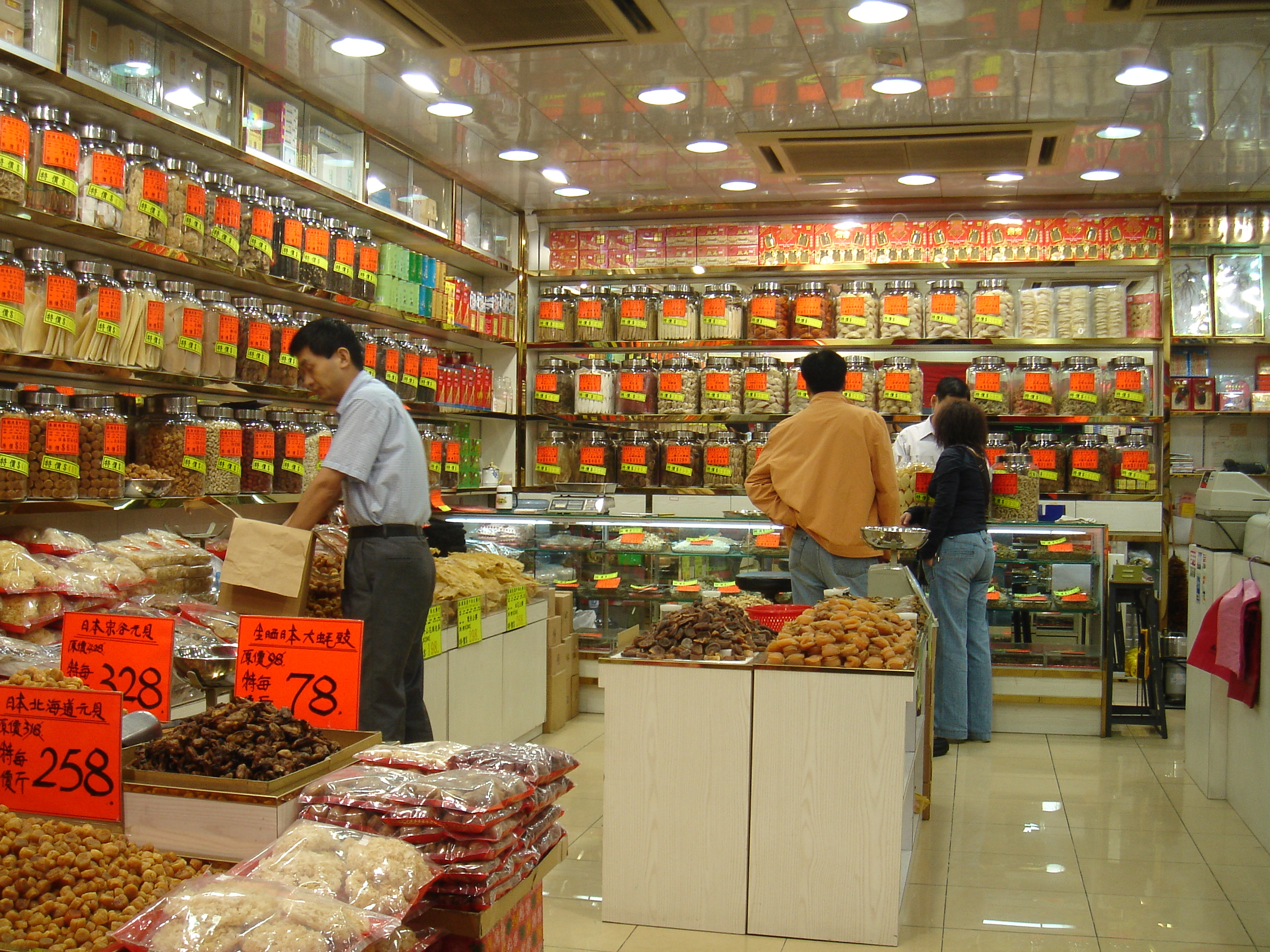
Chinese medicijnwinkel in Tsim Sha Tsui, Hongkong.

Traditionele Chinese geneeskunde, ook bekend als Chinese geneeskunde (ook afgekort als TCM, van 'Traditional Chinese medicine') is een verzamelnaam voor een verscheidenheid aan traditionele medische gebruiken uit China, die gedurende duizenden jaren ontwikkeld zijn. Het wordt ook beschouwd als onderdeel van de Oosterse geneeskunde. De traditionele Chinese geneeskunde heeft geen wetenschappelijke basis: noch voor de theoriën en veronderstellingen, noch voor de effectiviteit van TCM bestaat enig wetenschappelijk bewijs. Desondanks erkent de WHO traditionele Chinese geneeskunde in de ICD11 van 2022.
Vanwege het gebruik van bepaalde dierlijke ingrediënten is de traditionele Chinese geneeswijze mede verantwoordelijk voor de illegale jacht en daardoor dreigende uitroeiing van diersoorten zoals tijgers, neushoorns, schubdieren en Californische bruinvissen. Chinese, Laotiaanse en Myanmarese misdaadgroepen hebben zich gespecialiseerd in het verhandelen en leveren van traditionele Chinese geneesmiddelen met illegale derivaten van bedreigde diersoorten, lucratieve georganiseerde misdaad die verantwoordelijk is voor meer dan driekwart van de illegale handel in beschermde diersoorten.
Chinese geneeskunde gebruikt hoofdzakelijk een methode van analyse en synthese bij het op een macroniveau onderzoeken van de interne systemen van het menselijk lichaam en hun wederzijdse relaties met de interne en externe omgeving, in een poging begrip te verkrijgen van de fundamentele wetten die de werking van het menselijk organisme besturen, en die verkregen kennis toe te passen op de behandeling en het voorkomen van ziekten. 
Traditionele Chinese geneeskunde vindt haar oorsprong in een unieke, veelomvattende en systematische theoretische structuur waaronder de theorie van de Vijf Elementen, het meridiaanstelsel van het menselijk lichaam, Yin-Yang en andere systemen. Elke behandeling wordt uitgevoerd volgens dit filosofische raamwerk.
Het grootste deel van de filosofie van de traditionele Chinese geneeskunde werd afgeleid van de taoïstische filosofie, en reflecteert het Chinese geloof dat individuele ervaringen van mensen de principes van de menselijke beweegredenen uitdrukken. Deze beweegredenen, zij het materieel, essentieel of spiritueel, liggen ten grondslag aan het lot dat door de goden wordt bepaald.

## Geschiedenis
Er wordt aangenomen dat de Gele Keizer het boek Neijing Suwen ("Basisvragen van Inwendige Geneeskunde"), ook wel Huangdi Neijing genoemd, heeft laten schrijven als resultaat van zijn dialoog met zijn minister Ch’i Pai. Dit zou gebeurd zijn tijdens het gouden tijdperk van zijn heerschappij van 2698 tot 2598 v.Chr. Tegenwoordig menen wetenschappers dat de titel meer dan tweeduizend jaar geleden gevormd werd als eponiem tussen de Zhou- en Han-dynastie, hoewel enkele gedeelten van het werk wellicht al afstammen van 1000 jaar voor Christus.
Tijdens de Han-dynastie schreef Zhang Zhongjing tegen het einde van de tweede eeuw na Christus een boek over de behandeling van tyfus. Het bevat de allereerste verwijzing naar Neijing Suwen. De beoefenaar en voorstander van onder meer acupunctuur Huang-fu Mi (215-282 A.D.) citeert ook de Gele Keizer in zijn Chia I Ching, circa 265 jaar na Christus. Tijdens de Tang-dynastie beweerde Wang Ping een exemplaar van het originele werk van Neijing Suwen gevonden te hebben, dat hij later uitbreidde en wezenlijk veranderde. Dit werk werd herzien door een keizerlijke commissie tijdens de elfde eeuw en het resultaat was een relatief complete representatie van de ontdekking van de 'traditionele Chinese geneeskunde'.